# 西港城

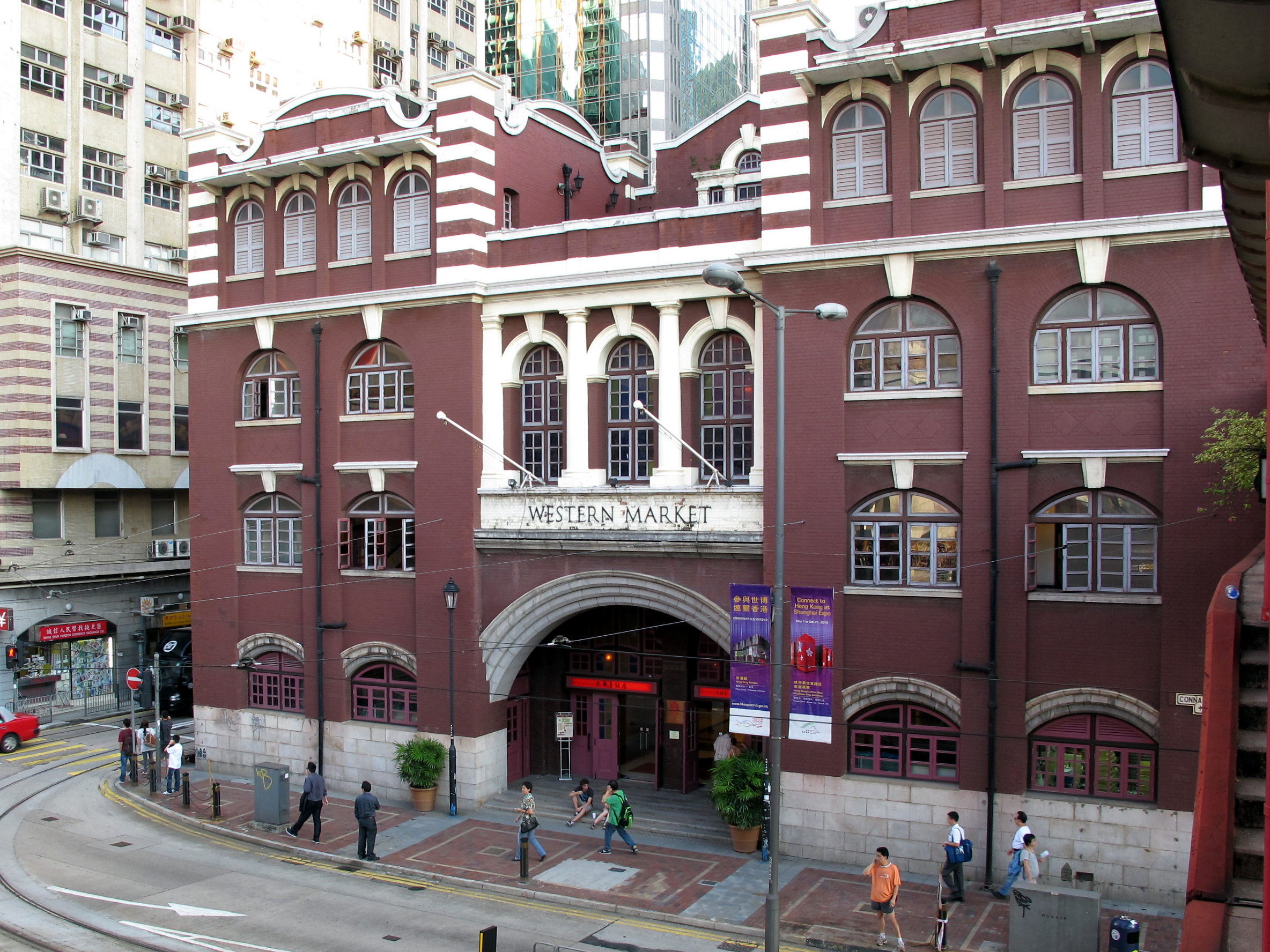
西港城

西港城（せいこうじょう、英語: Western Market）は香港の商業施設である。前身は上環街市北座ビル。建築は1906年に建てられ、1990年に復元され、香港法定古跡である。4階建てである。
一方、旧上環街市南座ビルは1981年に取り壊され、上環市政大廈に改築され、1989年12月19日にオープンした。